# Denisa Pfauserová
Denisa Pfauserová (* 2. ledna 1989, Praha) je česká herečka a moderátorka.

## Život
Po vystudování gymnázia byla přijata na DAMU v oboru činoherní herectví. Po vysoké škole začala působit na několika divadelních scénách.
S partnerem Martinem Kučerou má dceru Nailu, která se narodila v červnu 2023.

## Účinkování

### Divadlo (výběr)

#### Divadlo na Vinohradech
- George Bernard Shaw: Pygmalion, režie: Juraj Deák, premiéra: 22. dubna 2016, role: Eynsford-Hillová, dcera

### Filmy
| Rok  | Název filmu              | Role              |
| ---- | ------------------------ | ----------------- |
| 2012 | Ink                      | Olivia            |
| 2012 | Zkouška                  | ošklivá dívka     |
| 2012 | Colette                  | Yvette            |
| 2013 | Jelen ve svetru          | sekretářka        |
| 2014 | Rybička pro EBU          | dívka             |
| 2014 | Prázdniny v Provence     | Sofie             |
| 2015 | Celebrity s.r.o.         | uchazečka na FAMU |
| 2015 | Řachanda                 | princezna Markéta |
| 2017 | Trimestr                 | Eliška            |
| 2017 | Červená                  | starší Mada       |
| 2018 | Dukátová skála           | Milada            |
| 2018 | Teambuilding             |                   |
| 2019 | Nabarvené ptáče          | vesničanka        |
| 2019 | Na střeše                | květinářka        |
| 2019 | Léto s gentlemanem       |                   |
| 2020 | Případ mrtvého nebožtíka | zdravotní sestra  |
| 2022 | Jan Žižka                |                   |
| 2022 | Když prší slzy           |                   |
| 2022 | The Chamber: Únikovka    |                   |

### Televize
| Název seriálu               | Role                       | Rok        |
| --------------------------- | -------------------------- | ---------- |
| ZOO                         | Marika Sládková            | 2022       |
| Specialisté                 | Milada Rážová              | 2022       |
| Ordinace v růžové zahradě 2 | Lenka                      | 2021       |
| Máme rádi Česko             | sama                       | 2018, 2022 |
| Ingle man                   | tetovaná dívka             | 2018       |
| Ohnivý kuře                 | Marika                     | 2018       |
| Mordparta                   | Simona                     | 2016       |
| Přístav                     | Zuzana Sklenářová          | 2016       |
| Ulice                       | Olinka                     | 2015       |
| Doktoři z Počátků           | Vlaďka                     | 2014–2015  |
| Ordinace v růžové zahradě   | Klára Jirásková            | 2013       |
| ZOO Nové začátky            | Marika Ovčíková (Sládková) | 2025       |